# Débarquement à Marsala
faisant partie de l'Expédition des Mille
Le débarquement à Marsala fut l'un des moments initiaux de l'expédition des Mille de Giuseppe Garibaldi, qui eut lieu le 11 mai 1860.
Les navires de l'Armata di Mare delle Due Sicilie et deux navires de guerre de la Royal Navy britannique étaient également impliqués. Les hommes de Giuseppe Garibaldi, à bord des vapeurs Piemonte et Lombardo, partent de Quarto, près de Gênes, avec le soutien des forces libérales italiennes et de la monarchie savoyarde. Après plus de cinq jours de mer, ils entrent dans le port de Marsala et, malgré l'intervention des Bourbons, parviennent à achever le débarquement et à prendre la ville, initiant une séquence de batailles et de révoltes dans le royaume des Deux-Siciles qui conduira à sa fin et permettra l'unification de l'Italie (Risorgimento).

## Contexte
Après avoir réprimé la révolte de la Gancia, les autorités du royaume des Deux-Siciles craignent un débarquement de "révolutionnaires" venus de l'étranger. Les zones où de tels débarquements pourraient avoir lieu ont été identifiées comme étant les Abruzzes et la Sicile. Pour la côte adriatique, des rapports, dont la véracité n'a jamais été vérifiée, font état d'un débarquement de 250 "flibustiers", avec des provisions d'armes et de munitions, qui ont été repoussés par le général Giuseppe Salvatore Pianell.
Pour la Sicile, un télégramme est envoyé de Naples le 18 avril au commandement de Messine, indiquant qu'il est certain que Garibaldi s'y rend sous un faux nom à bord d'un vapeur marchand russe pour précéder un débarquement. Trois autres lettres furent ensuite envoyées au lieutenant général de Palerme et aux commandants de Messine et de Catane, indiquant que le navire anglais S. Wenefredo, parti le 22 avril, avec à son bord 500 insurgés conduits par un certain Origoni, se dirigeait vers la Sicile ; que des enrôlements étaient effectués à Gênes et que Garibaldi en était parti le 16 pour précéder l'expédition.

## Avant le débarquement
En réponse à ces alarmes, Paolo Ruffo, lieutenant général de Sicile et prince de Castelcicala, affecte 14 navires de guerre à la croisière de surveillance des côtes. Ces navires ont reçu l'ordre d'empêcher le débarquement d'insurgés, de surveiller discrètement les navires de guerre étrangers et éventuellement de les suivre, ainsi que de contrôler les navires marchands étrangers. Bien que la Real Marina dispose des ressources nécessaires pour mener à bien la tâche qui lui est assignée, le lieutenant lui-même déclare douter que la croisière soit effectuée avec la diligence nécessaire.
En outre, deux colonnes militaires sont envoyées à Termini Imerese et Cefalù, commandées par le général Primerano, et à Trapani (par la mer), commandées par le général Letizia, avec pour mission d'empêcher les débarquements et de maintenir le calme. D'autres colonnes sont mises en place autour de Palerme, à la fois pour empêcher les débarquements et pour faire face aux escadrons d'insurgés qui opèrent encore dans la région, épuisant les troupes par des tactiques de guérilla.
Entre-temps, la situation dans la capitale de l'île restait agitée et Paolo Ruffo reçut de Naples l'information que Garibaldi était réapparu à Gênes le 25, d'où l'expédition devait partir ; des instructions détaillées furent également envoyées du commandement de l'armée au lieutenant concernant la disposition des différentes colonnes militaires disponibles. Parmi les diverses instructions, il y a celle donnée aux commandants de la place d'éviter tout compromis avec le Piémont. Lorsque le général Clary lui a demandé ce qu'il fallait faire dans un tel cas, il a répondu que :
"le pavillon ami ne couvre pas un acte de la plus grande hostilité, comme celui de débarquer sur les côtes d'un pays avec lequel on est en paix, de la part de ceux qui, à main armée, vont troubler l'ordre public : si l'on ose le faire, on a le droit de faire descendre les navires à fond, sauf le respect que l'on doit avoir envers les agents consulaires, les marchands, et les intérêts des sujets d'une puissance amie".
(Instructions royales du 30 avril)
Le plan du lieutenant était d'empêcher le débarquement au moyen d'une surveillance navale ; s'il se produisait, une colonne serait envoyée pour le contrer ainsi que d'autres pour piéger les envahisseurs, et des troupes supplémentaires seraient envoyées de Palerme et des colonnes Letizia et Primerano ainsi que des renforts de Catane et Messine. Bien entendu, tout cela à la condition que " à l'annonce du débarquement, une insurrection générale n'éclate pas ".

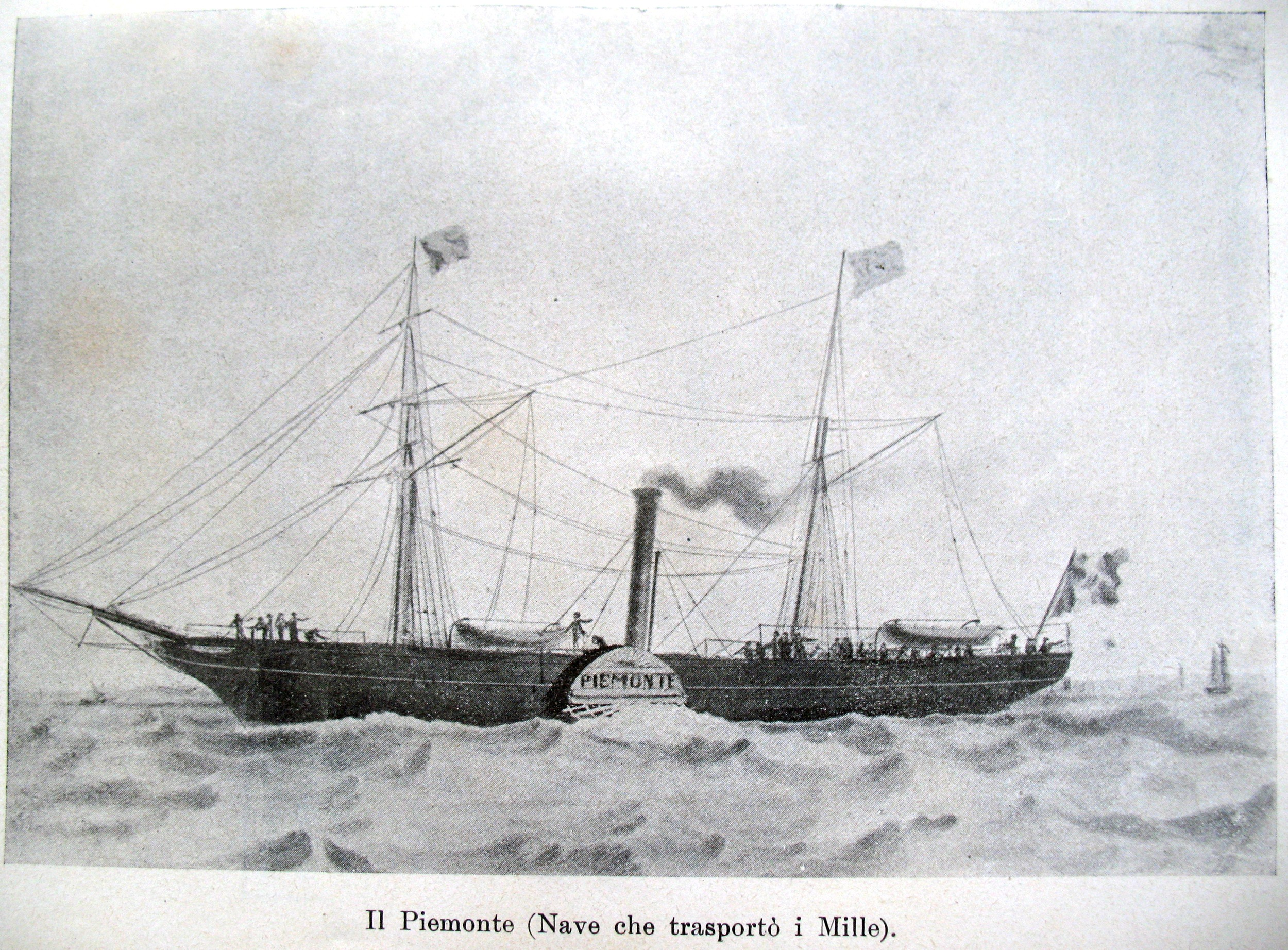
Le bateau à vapeur Piemonte

Paolo Ruffo, cependant, probablement contraint par les événements, dispersait ses forces en petites colonnes mobiles, ce qui ne manqua pas d'attirer l'attention de Naples qui, avec les instructions royales du 7 mai, invita le lieutenant à éviter une stratégie aussi dangereuse, car les troupes bourboniennes risquaient, en cas d'affrontement, d'être dépassées en nombre et par conséquent vaincues avec des effets négatifs sur le moral.
Le 6 mai au matin, le lieutenant, prévoyant un débarquement entre Trapani et Mazara, envoie le général Landi à Partinico et Alcamo, dans le but de s'opposer à Garibaldi s'il débarque et de désarmer les deux villes. Le soir, à six heures et demie, arriva un télégramme informant que deux bateaux à vapeur de la compagnie Rubattino avaient quitté Gênes en embarquant des gens armés et se dirigeaient vers la Sicile ou la Calabre, que Garibaldi, s'il n'était pas présent à bord, était allé enrôler d'autres volontaires à Cagliari et que, dans ce cas, l'expédition serait commandée par Giuseppe La Masa ; des instructions détaillées étaient également données sur la façon de vaincre les "filibusteri" (flibustiers). Deux autres expéditions de Tunis et de Malte ont été annoncées, ce qui s'est révélé faux. L'agitation dans la capitale de l'île ayant augmenté, il a également été ordonné que les colonnes Letizia et d'Ambrosio soient renvoyées sur l'île.

### Un possible infiltré parmi les Mille.
La possibilité qu'un infiltré ait pu communiquer au commandement des Bourbons l'intention de débarquer initialement à Sciacca est rapportée dans le livre de Carlo Agrati I Mille nella storia e nella leggenda (Les Mille dans l'histoire et la légende) et que ce soupçon a fait changer la destination du débarquement à Marsala. C'est une déclaration faite par Francesco Crispi à Palerme à l'occasion de la célébration du 25e anniversaire du débarquement : "Un espion avait pénétré dans nos rangs et le gouvernement de Naples en avait été informé". Cette information est également confirmée dans le journal du général bourbonien Giovanni Polizzy, qui indique que la nouvelle du projet de débarquement à Sciacca avait été transmise au prince Paolo Ruffo di Castelcicala le 7 mai 1860.
Le texte cité indique : 
"Nous ne savons pas qui était l'espion, mais il semble que de sérieux soupçons aient été éveillés à Velasco depuis Trapani,.
Le texte rapporte également qu'un certain Nicolò Velasco : 
"Quelques mois plus tard, bien que promu au grade de major, il fut jugé et condamné parce que soupçonné d'espionnage et convaincu de détournement de fonds, il fut considéré comme indigne de porter la médaille des Mille et de recevoir une pension",.

## Départ et débarquement

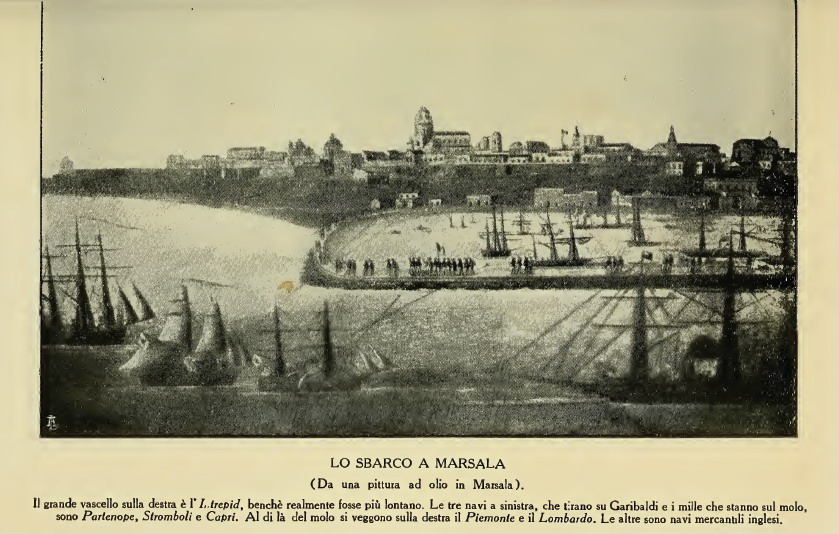
Le débarquement. A droite l'Intrepid, en réalité plus éloigné ; à gauche les trois navires napolitains Partenope, Stromboli et Capri. Au-delà du quai, à droite, le Piemonte et le Lombardo ; les autres navires sont des navires marchands anglais.

Le soir du 5 mai, gardée par les autorités piémontaises, l'expédition dirigée par Garibaldi appareille de la plage de Quarto, simulant, comme convenu, le vol des navires à vapeur Piemonte et Lombardo. Après avoir fait escale à Talamone et Porto Santo Stefano en Toscane, afin de s'approvisionner en armes et en munitions, les hommes de Garibaldi se dirigent vers la Sicile, en direction du port de Trapani. Afin d'éviter les navires des Bourbons, les deux vapeurs suivent une route inhabituelle qui les conduit vers les îles Égades.
Dans la nuit du 10 mai, le Piémonte, plus rapide, s'était éloigné du Lombardo, mais, avant l'aube, les deux vapeurs se sont réunis dans des circonstances audacieuses, atteignant, le matin du 11 mai, entre Favignana et Marettimo où ils ont été repérés par les feux de signalisation de la Punta della Provvidenza (Point de la Providence) qui ont signalé la découverte aux navires de guerre de la Marine royale du royaume des Deux-Siciles ; mais étant trop éloignés (20 milles nautiques - 37 km), ils ne purent empêcher le débarquement, qui eut lieu à Marsala vers 13h30 le 11 mai. Parmi les hypothèses de débarquement prises en considération par Garibaldi figuraient : Castellammare del Golfo - parce que le grand virage aurait permis de repérer à l'avance l'arrivée des navires des Bourbons - Porto Palo entre Trapani et Agrigente. Mais Salvatore Castiglia, un ancien officier bourbonien, marin et ami de Garibaldi, dissuada le général de débarquer à cet endroit car les eaux peu profondes auraient pu compliquer les opérations en risquant l'échouage des navires.
Les Mille, qui avaient l'intention de tourner vers Sciacca, ont ensuite visé Marsala, car ils avaient été informés par l'équipage d'un voilier anglais que le port de la ville n'était pas protégé par les navires des Bourbons, alors qu'il y avait deux navires anglais - Argus et Intrepid. L'absence de navires bourbons, également confirmée par le capitaine d'un bateau de pêche, Antonio Strazzera, convainc Garibaldi de se diriger vers Marsala, où les vapeurs piémontais, qui avaient battu pavillon savoyard, arrivent vers 13h30. Le Piémonte (où Garibaldi était embarqué) atteignit la jetée, accostant au milieu de quelques navires marchands anglais, tandis que le Lombardo s'échoua dans un haut-fond près du phare, (et fut récupéré dans les semaines suivantes par les hommes de Garibaldi), ce qui obligea ses occupants à rejoindre la plage avec des canots de sauvetage. Le débarquement du matériel (qui se trouvait en grande partie à bord du Lombardo, un navire de plus grand tonnage que le Piémonte) a également été effectué avec l'aide des bateaux présents dans le port.

## La présence anglaise

La position des navires anglais, garibaldiens et bourbons selon différents auteurs

Le débarquement des troupes de Garibaldi est favorisé par diverses circonstances. Deux navires de guerre britanniques, le Argus et le Intrepid, venant de Palerme, croisaient au large de Marsala et sont entrés dans le port de la ville sicilienne environ trois heures avant l'apparition des navires piémontais. La raison de la présence anglaise sur place n'est toujours pas claire. Cependant, depuis un certain temps, d'autres navires de la marine britannique sillonnaient les eaux de la mer Tyrrhénienne près de la côte des Deux-Siciles. En fait, le contre-amiral George Rodney Mundy, vice-commandant de la Mediterranean Fleet 'flotte de la Méditerranée), une division de la Royal Navy, avait reçu l'ordre de son gouvernement de prendre le commandement de la majeure partie des unités navales de sa flotte et de naviguer dans la mer Tyrrhénienne et dans le canal de Sicile, en faisant de fréquentes escales dans les ports du royaume à des fins d'intimidation et de collecte d'informations, ce qui aurait certainement atténué la capacité de réaction des Bourbons.
En réalité, l'envoi des deux navires britanniques semble être dû à un épisode survenu le 1er mai; à cette date, le général Letizia avait demandé, en conséquence de l'ordre de désarmement de la province de Trapani émis par le gouvernement, à tous les représentants consulaires étrangers de remettre les armes conservées dans les consulats locaux et dans les propriétés des citoyens étrangers. Lorsque le représentant britannique Cossins a refusé de se conformer à l'ordre, Letizia a réagi en envoyant une patrouille de soldats qui ont procédé à la saisie forcée des armes, provoquant ainsi un incident diplomatique. En conséquence, Cossins a demandé au gouverneur de Malte d'envoyer des navires de la marine britannique pour protéger les biens et les sujets britanniques; la demande a été accordée par l'Amirauté britannique avec l'envoi du Argus et du Intrepid
Dans ses mémoires, Garibaldi a reconnu que la présence britannique avait joué un rôle important pour faciliter le débarquement, en déclarant que:
"La présence des deux navires de guerre britanniques a quelque peu influencé la détermination des commandants des navires ennemis, qui étaient naturellement impatients de nous électrocuter, ce qui nous a donné le temps de terminer notre débarquement. Le noble drapeau d'Albion a une fois de plus contribué à éviter l'effusion de sang humain ; et moi, le chéri de ces seigneurs des océans, j'étais pour la centième fois leur protégé.
Néanmoins, dans ses mémoires, le général a précisé qu'il n'y avait aucune vérité dans les rumeurs selon lesquelles les Britanniques avaient directement aidé le débarquement:
"Le rapport donné par nos ennemis selon lequel les Britanniques avaient aidé directement et par leurs propres moyens le débarquement de Marsala était cependant inexact."

White Ensign de la Royal Navy

En fait, une croyance répandue veut que les navires britanniques aient quitté Palerme dans le but précis de favoriser l'entreprise du leader niçois. Lors d'une réunion de la Chambre des Communes, en effet, le député britannique, Sir Osborne, accusa le gouvernement d'avoir favorisé le débarquement de Garibaldi à Marsala. Lord Russell a répondu que les navires étaient là uniquement pour protéger les entreprises britanniques de la région, comme les entrepôts de vin Woodhouse et Ingham, et qu'ils n'entravaient pas les opérations des navires bourbons qui s'étaient précipités entre-temps et qui auraient pu tirer sur les Garibaldiens, mais ne l'ont pas fait.
Le déplacement des Britanniques de Palerme à Marsala fut cependant la démonstration de l'inefficacité de la croisière de protection en place, en effet, les navires arrivèrent dans le port de Lilibetano sans être interceptés par l'Armata di Mare (marine militaire) du royaume des Deux-Siciles. Selon l'historien anglais George Macaulay Trevelyan, dans son livre Garibaldi and the Thousand, les deux navires anglais Argus et Intrepid n'ont rien fait pour aider Garibaldi,, et ne pouvaient pas le faire car leurs chaudières étaient éteintes et ils étaient amarrés au large, avec leurs commandants Marryat et Winnington-Ingram à terre avec une partie de l'équipage,.
La neutralité de la marine britannique est confirmée lors de la bataille de Palerme, lorsque Garibaldi, presque à court de poudre à canon, la réclame en vain aux commandants des flottes de guerre amarrées au large de la ville. En outre, les commandants des Bourbons, ignorant les avertissements des services de renseignement napolitains, avaient renvoyé les colonnes du général Letizia et du major D'Ambrosio à Palerme un jour seulement avant le débarquement, afin de faire face au danger d'insurrection dans la capitale sicilienne. Ce changement a toutefois été fatal car, au moment du débarquement, il n'y avait pas de troupes terrestres à Marsala ou dans ses environs.

## Intervention des Bourbon

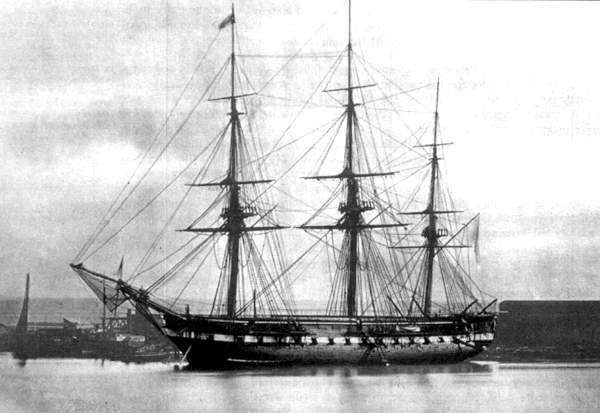
La frégate Partenope à l'ancre dans le port de Naples

Quelques navires de guerre des Bourbons, le Stromboli, le Partenope et le Capri, étaient arrivés, avec un retard considérable, dans le port de Marsala. Avec le grade de capitaine de frégate, Guglielmo Acton, neveu de John et cousin germain de Lord Acton, était commandant de la corvette Stromboli, tandis que Francesco Cossovich et Marino Caracciolo commandaient respectivement le Partenope et le Capri. Le retard avec lequel Acton est entré dans les eaux de Marsala est imputable à deux épisodes controversés. La première concerne l'ordre reçu par le capitaine d'origine écossaise, par une note royale du 9 mai, de se diriger vers Tunis. Probablement, les systèmes d'information du gouvernement des Bourbons ont été trompés par un stratagème de propagande libérale qui a répandu la nouvelle de garibaldiens prêts à partir de la ville africaine.
Le deuxième épisode, lié à la matinée du 11 mai, concerne la décision d'embarquer deux canons à bord du Stromboli, ce qui a pris à Acton au moins deux heures de temps, l'empêchant ainsi d'intercepter le Piémonte et le Lombardo dans d'autres mers: une situation qui aurait été très dangereuse pour les vapeurs de Garibaldi,. Une fois arrivé au port, le navire d'Acton ne s'est pas immédiatement opposé au débarquement des Mille. En fait, Acton tarde à bombarder les navires de Garibaldi, probablement parce qu'il n'est pas certain des intentions des deux navires de guerre britanniques: le capitaine Winnington Ingram, commandant du Argus, avait signalé la présence de marins britanniques sur le quai et demandé aux Napolitains d'attendre leur rembarquement avant d'engager les hostilités. Acton, dans un acte de "courtoisie internationale", a accepté. Le retard est finalement rompu par le début d'un bombardement inefficace des docks qui, cependant, est bientôt suspendu par une nouvelle intervention du commandant du Argus.
Le Argus, accompagné du capitaine Marryat, commandant de l'Intrepid, et de Richard Brown Cossins, vice-consul britannique à Marsala, monte à bord du Stromboli et avertit Acton qu'il le tiendra personnellement responsable si la canonnade endommage les propriétés viticoles britanniques voisines. Ce n'est qu'après avoir rassuré les Britanniques que l'attaque reprend, cette fois à l'aide des canons des navires Partenope et Capri, arrivés entre-temps dans le port. Un officier du Capri est envoyé à bord de l'Intrepid pour parler aux Britanniques. En substance, il sollicite l'intervention des Britanniques, demandant qu'une lance soit amenée le long des navires piémontais afin de les forcer à se rendre. Naturellement, les Britanniques ont refusé. Immédiatement après la conversation, l'Argus a déplacé son mouillage vers une position plus proche des entrepôts de vin afin de mieux les protéger.

### La version Bourbon
Selon Giovanni delli Franci, officier supérieur de l'état-major des Bourbons et auteur de la "Cronica della campagna d'autunno del 1860" (Chronique de la campagne d'automne de 1860), les navires de la marine des Bourbons ont suspendu leurs tirs d'artillerie à la demande des commandants des deux navires britanniques, qui affirmaient que la canonnade aurait pu toucher les officiers et les marins à terre. Les officiers des Bourbons ont accepté cette demande en suspendant leurs tirs et lorsqu'ils ont repris, les Garibaldiens avaient débarqué. Giovanni delli Franci lui-même le décrit comme un expédient des officiers anglais permis par les officiers bourbons présents sur place, car dans la marine napolitaine beaucoup étaient favorables à la révolution, un fait qui illustre le faible niveau de consensus de la dynastie parmi ces mêmes officiers, qui étaient nommés par la famille royale.
"Mais les infractions ont été suspendues parce qu'ils étaient heureux de consentir à la volonté des Anglais qui se trouvaient dans deux navires dans ces eaux, et qui prétendaient que certains de leurs officiers et marins étaient dans le pays. Plus tard, la raison de l'empêchement ayant cessé d'exister, le tir continua, mais en vain, Garibaldi et un millier de ses hommes, profitant de cet intervalle que leur procuraient avec art ces étrangers et que permettaient les mêmes officiers de la marine napolitaine, qui pour la plupart étaient déjà sympathisants de la révolution, avaient débarqué avec armes et munitions...".
(Chronique de la campagne d'automne de 1860, Giovanni delli Franci, p. 43-44)

## Epilogue

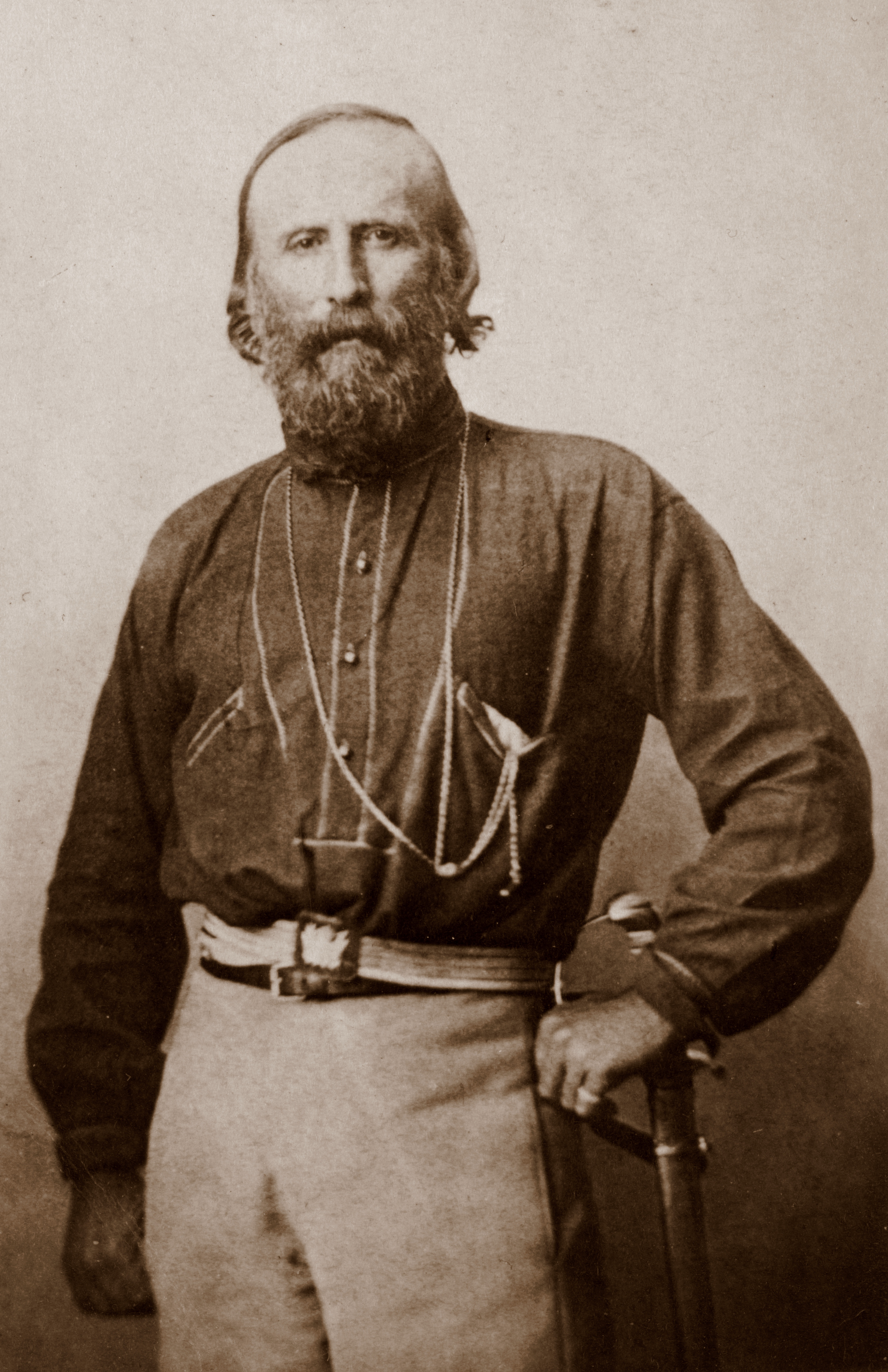
Giuseppe Garibaldi

Le bombardement dure jusqu'au coucher du soleil, mais il n'obtient aucun résultat, si ce n'est de frapper les navires piémontais désormais désertés. Le Piedmonte fut capturé et remorqué à Naples par le Stromboli, tandis que le Lombardo ne put être dégagé du banc de sable dans lequel il était coincé ; par conséquent, considéré comme irrécupérable, il fut laissé dans les eaux de Marsala. En conséquence, Garibaldi se retrouve sans moyens navals, tant pour se déplacer le long de la côte sicilienne que pour un éventuel retrait en cas de mauvaise parade.
Les différentes pertes de temps et l'action stérile des navires de la marine bourbonnaise finirent par permettre aux hommes de Garibaldi de terminer le débarquement presque sans être dérangés. À l'exception de la canonnade depuis la mer, en effet, les Napolitains n'avaient aucun autre moyen de s'opposer à Garibaldi: la division était dépourvue de troupes de débarquement, puisque, selon les plans défensifs du gouvernement de Naples, les navires de Garibaldi auraient dû être croisés avant le débarquement et coulés en mer. En outre, les commandants de l'armée des Bourbons, ignorant les avertissements des services de renseignement napolitains, avaient renvoyé les colonnes du général Letizia et du major d'Ambrosio à Palerme un jour seulement avant le débarquement, afin de faire face au danger d'une probable insurrection dans la capitale sicilienne. Ce changement a toutefois été fatal car, au moment du débarquement, il n'y avait pas de troupes terrestres à Marsala ou dans ses environs.
L'incapacité à empêcher l'atterrissage a conduit Acton, ainsi que d'autres, à faire l'objet d'une enquête pour leur comportement pendant l'opération défensive. Le jugement de la commission de l'Armata di Mare sur sa conduite, et celle des autres commandants napolitains, était qu'elle avait été "irréprochable". Malgré cela, Acton a été suspendu pendant deux mois, jusqu'à ce qu'il soit affecté au Monarca en armement au chantier naval de Castellammare di Stabia.
Entrés dans la ville, les Mille sont d'abord accueillis froidement par la population locale, effrayée par les canonnades, à tel point que le garibaldien Giuseppe Bandi pouvait écrire que les habitants de Marsala les accueillaient "de haut en bas comme on accueille les chiens à l'église".  
Par la suite, la population de Marsala, d'abord désorientée par les événements, a été rassurée par Francesco Crispi et La Masa, puis s'est déversée dans les rues et a célébré le débarquement. Le mazzinien Crispi, devenu l'organisateur politique de Garibaldi, prend immédiatement contact avec les représentants du conseil municipal de Marsala, les incitant à déclarer que la maison royale des Bourbons a cessé de régner sur la Sicile et à offrir la dictature de l'île au général niçois. Garibaldi accepte sans attendre et, à Salemi, se proclame dictateur de la Sicile au nom de Victor Emmanuel II roi d'Italie, premier acte de son gouvernement dictatorial.

## Source
- (it) Cet article est partiellement ou en totalité issu de l’article de Wikipédia en italien intitulé « Sbarco a Marsala » (voir la liste des auteurs).